# Capullana

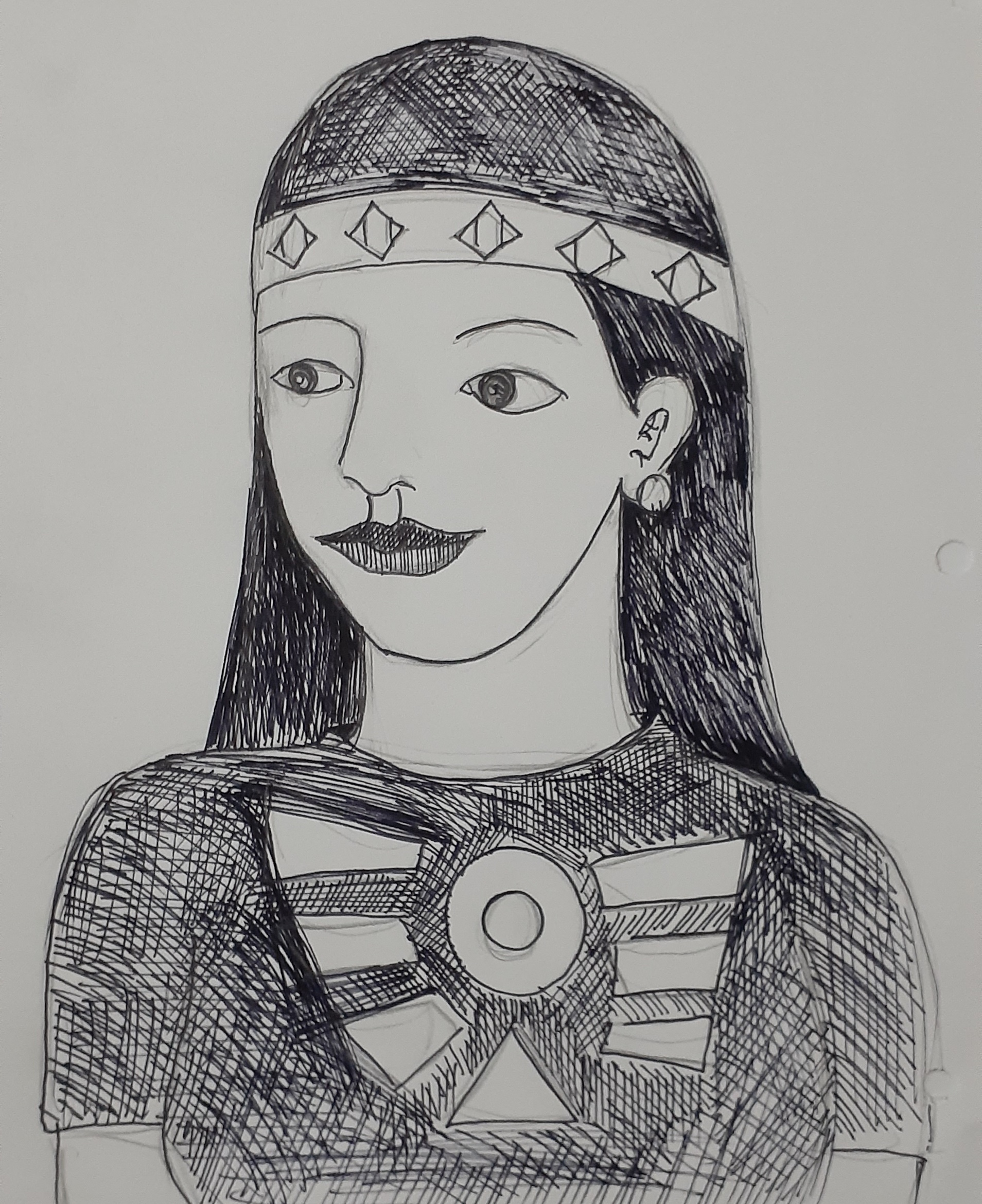
Representación gráfica moderna de una capullana.

Una capullana era una jefa tribal de la zona septentrional de la costa del Antiguo Perú, área de influencia de los tallanes y que corresponde al actual departamento de Piura. No fueron las únicas cacicas de la época prehispánica, pero sí el grupo mayoritario de representantes femeninas con poder político que los europeos encontraron durante la Conquista del Tahuantinsuyo.
Las capullanas son mencionadas en las crónicas de Fray Bartolomé de Las Casas, Pedro Cieza de León, Fray Reginaldo de Lizárraga y Fray Antonio de la Calancha, quienes las llamaron así, especialmente Lizárraga, por el traje negro que llevaban, similar al capuz hispano. Para la etnohistoriadora María Rostworoski el nombre proviene de la antigua lengua tallán.

## Listado de capullanas
Algunas capullanas conocidas son:
| Nombre                             | Cazicazgo |
| ---------------------------------- | --------- |
| Muñuc Alac                         | Muñuela   |
| Shimbi Alac                        | Simbilá   |
| Puyuntu Alac                       | Puyuntalá |
| Urpa                               | Sondor    |
| Yucur Suntu                        | Sechura   |
| María Pancatil                     | Sechura   |
| Isabel Sócola                      | Sócola    |
| María Mecache                      | Mecache   |
| Francisca Mesocoñera (Conapaynina) | Narihualá |
| Catalina Lacacha                   | Lancones  |
| Carmen Colán                       |           |

## Homenajes
Con el nombre de «capullana», o el plural «capullanas», han sido bautizados diversos elementos geográficos en la costa norte del Perú, como la Playa Las Capullanas del distrito de Lobitos, llamada así por una leyenda popular en la que Francisco Pizarro admiró a una capullana en el reflejo de su espada clavada en la arena de dicha playa. Otros lugares son el Cerro Capullana, la Cueva de Las Capullanas (situada en el cerro homónimo) y la Quebrada Capullana.
También llevan por nombre capullana un mercado del distrito piurano Veintiséis de Octubre y una institución educativa femenina de la provincia de Sullana. En Lima, existe la urbanización La Capullana y un parque del mismo nombre, ambos en el distrito de Surco.
Otro uso no geográfico con que se honró la memoria de las capullanas fue el premio entregado en el extinto Festival de la Canción de Sullana, la Capullana de oro al ganador, de plata al segundo lugar y de bronce al tercero. También fue el apodo artístico de la folklorista María Dolores Cruz Merino.